# Gagnières
Gagnières – miejscowość i gmina we Francji, w regionie Oksytania, w departamencie Gard.
Według danych na rok 1990 gminę zamieszkiwało 878 osób, a gęstość zaludnienia wynosiła 78 osób/km² (wśród 1545 gmin Langwedocji-Roussillon Gagnières plasuje się na 377. miejscu pod względem liczby ludności, natomiast pod względem powierzchni na miejscu 688).

## Współpraca
Miejscowość partnerska:
- Laarne, Belgia